# Epipactis rivularis
Epipactis rivularis là một loài thực vật có hoa trong họ Lan. Loài này được Kranjcev & Cicmir mô tả khoa học đầu tiên năm 2006.